# Jock Ewing
John Ross "Jock" Ewing, Sr. (1909–1982) a Dallas című tévésorozat egyik főszereplője.  Megszemélyesítője Jim Davis volt 1978–1981 között. Dallas: A korai évek-ben Dale Midkiff alakította. Jock Ewing alapította a Ewing Olajtársaságot 1930-ban, és ő volt a Ewing klán feje.

## Háttér

### Ifjúsága
Jock 1909. november 23-án született Leander Ewing és a felesége második, fiatalabb gyermekeként. A bátyja Jason, munkát adott neki egy texasi olajmezőn, amikor már nagyobb volt. Amikor egyszer úton volt egy vonaton, találkozott Willard „Digger” „Tintás” Barnes-al, és hamar összebarátkoztak. Jock, a Tintás és Jason a legjobb barátok voltak, együtt járták az mezőket olaj után kutatva. A Tintásnak kiváló szimata volt az olajhoz, megérezte, hogy hol van az olaj a föld alatt, Jock pedig kiváló üzletember és ügyintéző volt.
Később Jason elhagyta Texast és Alaszkába költözött, ahol feleségül vette Nancy Shaw-t, akivel két közös gyerekük született: Jack, és Jamie. Jock és a Tintás viszont visszatértek Dallasba, és Jock elment Southforkba, ahol találkozott Digger barátnőjével, Eleanor "Ellie" Southworth-al. A Tintás azonban soha nem tudta abbahagyni az ivást és Ellie látta, hogy soha nem fog már megváltozni, és nem való Diggernek a házasság. Így aztán Ellie elhagyta Diggert és kapcsolatba kezdett Jockkal, azonban Jock és Digger folytatták a közös munkájukat az olajüzletben még éveken át. 1939-ben mindketten aláírtak egy szerződést, miszerint megosztják a Ewing 23-as mezőből befolyt nyereséget egymás és a későbbi örököseik között. Azonban amikor a Ewing 6-os mezőn olajat találtak, Jock a mezőt átíratta a saját nevére, azért, hogy megakadályozza, hogy Digger eligya vagy eljátssza az összes nyereséget. Digger emiatt meggyűlölte Jock-ot és azt állította, hogy kifosztotta mindenéből. Ezzel a barátságuk és a közös üzleti kapcsolatuk is véget ért, és ez jelentette a Barnes-Ewing viszály kezdetét is.

### Házassága és gyermekei
Ellie Southworth kétségbeesetten próbálta megmenteni a Southforki farmot, amely az 1930-as pénzügyi válság miatt a csőd szélén állt, de Jock eleinte vonakodott a házasságtól, annak ellenére hogy Ellie őt választotta Digger helyett, ugyanis már volt egy felesége, Amanda Lewis, akiről Ellinek nem volt tudomása. Amanda idegösszeroppanást kapott, röviddel azután, hogy összeházasodtak, így Jock betette őt egy elmegyógyintézetbe. Az orvos azt mondta, hogy Amanda soha nem fog már meggyógyulni, és azt tanácsolta Jock-nak, hogy váljon el tőle, amit végül 1930-ban meg is tett. 1936-ban Jock és Ellie összeházasodtak azon a napon, amikor a Southworth család majdnem elveszítette Southforkot, és tudnivaló volt, hogy Jock volt az egyetlen ember Dallasban, akinek elég pénze volt ahhoz, hogy megmentse a farmot a teljes csődtől. Jock törékeny és viharos kapcsolatban volt Ellie édesapjával, Aaron Southworth-szal és a bátyjával, Garrison Southworth-al, aki közeli barátja volt Digger Barnes-nak. Aaron és Garrison is gyűlölték az olajmágnásokat. A halálos ágyán Aaron befogadta a családba Jockot azzal, hogy neki ajándékozta a kedvenc fegyverét.
Jocknak és Ellie-nek három gyereke született: Jockey, Gary és Bobby. Jock a második világháborúban katonaként szolgált egy régi barátjával, Tom Mallory-val. Először egy holland küldetésen voltak, ahol mindketten megsebesültek. Később Angliába mentek, ahol családokat kellett megvédeniük. Ezalatt ismerkedett meg Jock egy nővérrel, Margaret Hunter-el, aki Kansas-ből jött. Egy ideig viszonyuk volt egymással, de aztán hirtelen véget is ért a kapcsolatuk, mivel Jockot átrendelték Franciaországba, Margaret pedig hazatért az Egyesült Államokba, ahol később férjhez ment a vőlegényéhez, Amos Krebbs-hez és nem sokkal ezután született meg Jock törvénytelen fia, Ray Krebbs.
A háború után Jock visszatért Southforkba és bevallotta, Ellie-nek, hogy megcsalta. Ő megbocsátott neki és élték tovább az életüket. 1948-ban Amos Krebbs elhagyta Margaret Huntert, akinek ezután egyedülálló anyaként kellett felnevelnie a fiát, Rayt. 1960-ban a 15 éves Ray Krebbs felbukkant Southforkban, ahol egy levelet adott át Jock-nak, amiben Margaret arra kérte, hogy adjon munkát a fiának. Se Jock, se Ellie, de még Ray sem tudták, hogy valójában Jock Ray vér szerinti apja. Mindez csak 20 évvel később derült ki, amikor is Amos Krebbs felbukkant Dallasban és felfedte hogy valójában Jock Ray édesapja. Jock ezután befogadta Rayt a Ewing családba, és személyesen magyarázott el mindent a családjának. Ellie is elfogadta később a dolgot, és ezután mindig úgy tekintett Ray-re, mint a saját gyermekére.
Ahogy az évek teltek, Jock a Ewing Olajtársaságot Texas egyik legerősebb független olajvállalatává építette fel, és ez nagyban hozzájárult a korábbi üzlettársa és barátja, Digger Barnes keserűségéhez és féltékenységéhez. Jock ezen kívül farmerként is sikeres volt. Jock "átvette" a legidősebb fia, Jockey nevelését, kemény szeretetet mutatott felé, és a legravaszabb, legkönyörtelenebb olajvállalkozót faragta belőle. Jock erősen támaszkodott Jockeyra a Ewing Olajtársaság vezetésében, azonban megjegyezte, hogy Jockey kiváló az üzleti életben, de "azt nem tanítottam meg neki, mikor kell megállnia". Jock nagyrészt teljesen figyelmen kívül hagyta a középső fiát, Garyt, mivel gyengének tartotta, és azt vallotta, hogy hiányzik belőle a Ewing mentalitás, mivel Gary elszaladt a felelősség elől, majd keményen inni kezdett, hogy csökkentse a feszültségét, mivel ekkor már tizenévesként apa és férj volt, és nem bírta elviselni Jockey zaklatását sem. Jock mindig is elkényeztette a legkisebb fiát, Bobbyt. Bobbynak mindig is volt erkölcsi érzéke, és tudta, hogy Jockeyt zavarja, hogy az apjuknak ő a kedvenc fia. Bobby gyakran érzelgős volt, és hiányzott belőle az a mentalitást, ami az olajtársaság vezetéséhez kellett volna, így inkább a futballal, a nőkkel, és a farmmal törődött, és élvezte a Ewing család társadalmi helyzetét, ami Jock és Jockey kemény munkájának volt köszönhető.

### Nyugdíjba vonulása
1977-ben Jock nyugdíjba vonult a Ewing Olajtársaságtól. Utódjává a legidősebb fiát, Jockey-t tette meg. Ezután aktívabban vett részt a Southforki farm életében a munkavezetővel, Ray Krebbs-el.

### Halála
Jock és Ellie rövid ideig különváltan éltek 1981-ben, miután Ellie megtudta, hogy Jock áll a Takapa beépítésének terve mögött, és Ellie pont ez ellen harcolt a nőegylet tagjaival, hogy nyilvánítsák a Takapát természetvédelmi területté. Miután Ellie nem volt hajlandó visszalépni és kimaradni az ügyből, Jock elköltözött Southforkból. Azonban nagyon hamar kibékültek, és elmentek egy második nászútra Párizsba. Mikor visszatértek az Egyesült Államokba, Jockot és Ellie-t a New York-i reptéren Dave Culver szenátor várta az embereivel, és megkérték Jockot, hogy tartson velük Washingtonba. Így aztán Ellie egyedül tért vissza Dallasba, míg Jock konferenciákon vett részt Washingtonban, ahol az amerikai külügyminisztérium egy kérelemmel fordult hozzá. A kérelem arról szólt, hogy Dél-Amerikában addig feltáratlan olajmezőket találtak, és a kitermelés megszervezéséhez Dallasból kerestek szakembereket. Később aztán Jock visszatért Dallasba egy pár órára, amíg megoldották az átszállását Dél-Amerikába. Hónapokkal később, miután Jock munkája véget ért, visszaindult Dallasba. A helikopter, amelyen utazott viharba keveredett, aztán összeütközött egy kis géppel, majd a dzsungelben egy tóba zuhant. Jock holtteste soha nem került elő, csak az oroszlánfejes medálja, amelyet Bobby talált meg a tóban. Majdnem egy évvel később, 1982 őszén nyilvánították halottá Jockot, törvényesen. A karaktert a színész, Jim Davis halála miatt írták ki. A színész emlékére való tisztelettel "A Keresés" című epizód végén berakták Davis képét a következő felirattal: "Jim Davis 1909-1981", és egy pár pillanatig a képernyőn is maradt, mielőtt a záró zene elindult volna,. Jock emlékműve Southforkban található a felesége, Miss Ellie sírja mellett.

## "Visszatérés"
Évekkel később, a tizedik évadban felbukkant egy Wes Parmalee nevű ember, aki Southfork munkavezetője lett. Egy napon Ellie megtalálta a szobájában Jock övcsatját, a zsebkését, és a leveleket, amelyeket ő küldött Jock-nak Dél-Amerikába. Parmalee azt állította, hogy ő Jock, és túlélte a balesetet, és emiatt plasztikai műtéteken ment keresztül, és több éves rehabilitáción vett részt egy dél-amerikai kórházban. Egyre többen kezdték azt hinni, hogy tényleg igazat mond, hiszen annyi mindent tudott a családról, beleértve Jock első feleségét Amandát, a Takapa-tónál tett kirándulásukról is tudott. Ráadásul a röntgenfelvételen látható sérülései is mérnöki pontossággal egyeztek Jock sérüléseivel, sőt a hazugságvizsgálaton is átment, amit Jockey kezdeményezett. Azonban, Clayton, Bobby és Jockey egyáltalán nem hittek neki. Bobby elrepült Dél-Amerikába, és beszélt az orvossal, aki annak idején Jockot kezelte, amikor lázas volt. Azzal az orvossal is találkozott, aki Parmalee új arcát megalkotta, elmondta Bobbynak, hogy 6-8 hónapba telt, hogy visszatérjen az emlékezete. Addig tökéletes amnéziában volt. Az orvos elmondása szerint egy nap ránézett, könnyes volt a szeme és ezt mondta: "Eszembe jutott múlt éjjel! Tudom, már ki vagyok! Jock Ewing. A nevem Jock Ewing!" Ez megmagyarázza, hogy miért ment át a hazugságvizsgálaton. Bobby visszatért Southforkba ahol éppen a szokásos Ewing ünnepség zajlott. Itt Jock legjobb barátja, Punk Anderson elárulta, hogy amíg Jock lázas volt, akkor végig mesélte az életét, és az emlékeit, és akkor ott volt a közelében Parmalee is. Közben Parmalee elmondta Ellie-nek, hogy ő nem Jock. Bevallotta, hogy találkozott Jockkal Dél-Amerikában a munka közben, és ott volt mellette, amikor lázas volt. Aztán elmondta, hogy ugyanazon a helikopteren utazott, amelyiken Jock is, és amikor a helikopter lezuhant, Jock meghalt, ő viszont súlyos sérülésekkel, de túlélte a szerencsétlenséget. A végén bevallotta Ellienek, hogy ő nem Jock és örökre elhagyta Dallast.
Három ponton viszont homályos a történet. Egyrészt nem derül ki pontosan, hogy mitől múlt el Parmalee memóriazavara, másrészt nem kapunk választ a röntgenfelvételek egyezésére, harmadrészt az utolsó beszélgetés, ami Parmalee-ről szól, igen kétértelmű:
Clayton: – Miért döntött úgy hirtelen, hogy bevallja az igazat? Miért?
Ellie: – Nem akart nekem még több fájdalmat okozni.
Gyakorlatilag a néző előtt nyitott az a kérdés, hogy Parmalee szélhámos, vagy valóban Jock, csak az igazságot inkább egy kegyes hazugsággal leplezte. A sorozat karakterei ezzel szemben egységesen csalóként emlegetik.

## Hagyatéka

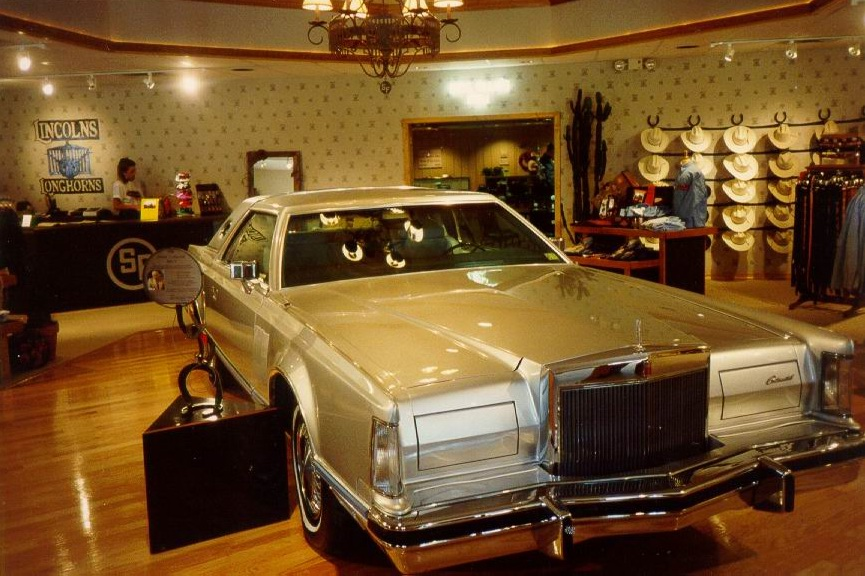
Jock Ewing Lincoln Mark V kocsija a Southfork-i ajándéküzletben.

Miután Jim Davis elhunyt, egy művész, Ro Kim festett egy portrét a színész karakteréről, Jock Ewing-ról. A portré ezek után a Dallas középpontjába került, és számos epizódban láthattuk végig a sorozat alatt. A festmény jelenleg Larry Hagman otthonában található, aki az antagonista Jockey Ewing megszemélyesítője volt. Southfork Ranch-en, ahol a Dallas összes jelenetét felvették, van egy másik Jock Ewing portré is, ami "Jock Nappalijában" található.
Jock egy 1977-es Lincoln Mark V kocsit vezetett, a rendszáma EWING 1. A kocsi ma is megtalálható Southfork-ban.

## Dallas (2012, televíziós sorozat)
Jock örökségét továbbvitte a Ewing család az új sorozatban. Jockey és Bobby többször is említették őt. Jock emlékműve Southforkban található a felesége, Miss Ellie sírja mellett, és nemrég Jockeyt is melléjük temették. Ahhoz, hogy bepótolják az elvesztegetett időt, Jockey felajánlotta Johhny-nak, hogy mindent megtanít neki az olajüzletről, amit Jock tanított neki. Jockey is azt az elvet követte, amit egyszer Jock is említett: "A hatalmat nem kapja az ember, az igazi hatalmat meg kell szerezni!"

## Fordítás
Ez a szócikk részben vagy egészben  a   Jock Ewing című angol Wikipédia-szócikk fordításán alapul.  Az eredeti cikk szerkesztőit annak laptörténete sorolja fel. Ez a jelzés csupán a megfogalmazás eredetét és a szerzői jogokat jelzi, nem szolgál a cikkben szereplő információk forrásmegjelöléseként.